# 姜毓
姜毓，贵州清鎮人，清朝政治人物、同進士出身。
雍正八年（1730年）庚戌科進士，三甲二百二十一名，官知縣。